# Ramón Núñez
Ramón Fernando Núñez Reyes (Tegucigalpa, 14 novembre 1985) è un calciatore honduregno, centrocampista del Real de Minas.

## Palmarès

### Competizioni nazionali
- Campionato messicano: 1

Chivas: Apertura 2006
- Campionato honduregno: 1

Olimpia: Clausura 2008